# Morti il 20 novembre
| Questa pagina contiene informazioni ricavate automaticamente dalle voci biografiche con l'ausilio del template Bio e di un bot. L'aggiornamento è periodico e automatico e ricostruisce completamente la pagina. Se manca una persona in questa lista, sei pregato di non aggiungerla, ma accertati piuttosto che la sua voce biografica contenga il template Bio e che i dati anagrafici siano correttamente compilati. Se il template Bio manca, inseriscilo tu stesso o, in alternativa, metti l'avviso {{tmp\|Bio}} che ne segnala la mancanza. Se i dati riportati sono sbagliati, correggi direttamente la voce biografica; le modifiche saranno visibili in questa lista entro pochi giorni. Per chiarimenti vedi il progetto biografie. La lista contiene solo le 509 persone che sono citate nell'enciclopedia e per le quali è stato implementato correttamente il template Bio. Pagina aggiornata al 13 ago 2025. |

## IX secolo(1)
- 855 - Teoctisto, politico bizantino

## X secolo(1)
- 996 - Riccardo I di Normandia, nobile normanno (n. 933)

## XI secolo(4)
- 1008 - Goffredo I di Bretagna, francese (n. 980)
- 1022 - Bernoardo di Hildesheim, vescovo e santo tedesco
- 1052 - Ugo II di Ponthieu, nobile francese
- 1084 - Ottone II del Monferrato, sovrano italiano (n. 1015)

## XII secolo(4)
- 1115 - Udalschalk di Lurngau, nobile tedesco
- 1148 - Alberico di Beauvais, cardinale francese
- 1157 - Fulcherio di Angoulême, arcivescovo cattolico francese
- 1190 - Cipriano di Calamizzi, abate e religioso italiano

## XIII secolo(1)
- 1263 - Martino della Torre, sovrano e politico italiano

## XIV secolo(6)
- 1314 - Alberto II di Meißen, nobile tedesco (n. 1240)
- 1316 - Giovanni I di Francia, re francese (n. 1316)
- 1347 - Stefano Colonna il Giovane, cavaliere medievale italiano
- 1355 - Niccolò Pisani, ammiraglio italiano
- 1365 - Ugo di Ginevra, nobile francese
- 1372 - Elisabetta da Comyn, nobile inglese (n. 1299)

## XV secolo(6)
- 1403 - Giovanna di Navarra, nobildonna (n. 1339)
- 1436 - Giovanni Franco, nobile croato
- 1437 - Thomas Langley, cardinale e vescovo cattolico britannico
- 1465 - Domenico Malatesta, condottiero italiano (n. 1418)
- 1475 - Antoniotto da Cabella, mercante e politico italiano (n. 1420)
- 1480 - Eleonora Stuart, principessa scozzese (n. 1433)

## XVI secolo(10)
- 1503 - Magnus II di Meclemburgo-Schwerin, duca (n. 1441)
- 1518 - Pierre de La Rue, compositore fiammingo (n. 1452)
- 1532 - Alessandro Bentivoglio, nobile e condottiero italiano (n. 1474)
- 1550 - Galeotto II Pico della Mirandola, nobile e condottiero italiano (n. 1508)
- 1551 - Hindal Mirza, principe indiano (n. 1519)
- 1559 - Frances Brandon, nobile britannica (n. 1517)
- 1562 - Giovanni di Cosimo I de' Medici, cardinale italiano (n. 1543)
- 1593 - Hans Bol, pittore e artista fiammingo (n. 1534)
- 1597 - Elisabetta Vasa, principessa svedese (n. 1549)
- 1598 - Adam Bohorič, linguista e docente sloveno (n. 1520)

## XVII secolo(14)
- 1602 - Muzio Muzii, storico e poeta italiano (n. 1535)
- 1603 - Krzysztof Mikołaj Radziwiłł, nobile e politico polacco (n. 1547)
- 1607 - Giorgio Basta, generale e mercenario italiano (n. 1544)
- 1608 - Alderano Mascardi, giurista italiano (n. 1557)
- 1612 - John Harington, inventore, poeta e scrittore inglese (n. 1561)
- 1633 - Walter Scott, I conte di Buccleuch, nobile scozzese (n. 1606)
- 1657 - Menasseh ben Israel, filosofo e rabbino portoghese (n. 1604)
- 1660 - Giuseppe Maria Sanfelice, arcivescovo cattolico e diplomatico italiano (n. 1614)
- 1661 - Gabriel Magdelenet, poeta francese (n. 1587)
- 1662 - Leopoldo Guglielmo d'Austria, militare, vescovo cattolico e collezionista d'arte austriaco (n. 1614)
- 1665 - Giulio Enrico di Sassonia-Lauenburg, duca (n. 1586)
- 1678 - Karel Dujardin, pittore olandese
- 1695 - Michele Pignatelli, vescovo cattolico italiano (n. 1627)
- 1695 - Zumbi, rivoluzionario brasiliano (n. 1655)

## XVIII secolo(26)
- 1704 - Charles Plumier, botanico francese (n. 1646)
- 1708 - Giuseppe Fabbrini, compositore e organista italiano
- 1708 - Paul Strudel, pittore e scultore austriaco (n. 1648)
- 1715 - Alberico III Cybo-Malaspina, sovrano italiano (n. 1674)
- 1725 - Guglielmo d'Assia-Rotenburg, nobile (n. 1648)
- 1726 - Callinico III di Costantinopoli, arcivescovo ortodosso greco
- 1733 - Francesco Frosini, arcivescovo cattolico italiano (n. 1654)
- 1737 - Carolina di Brandeburgo-Ansbach, regina (n. 1683)
- 1741 - Melchior de Polignac, cardinale, arcivescovo cattolico e diplomatico francese (n. 1661)
- 1745 - Bartolomeo Massei, cardinale e arcivescovo cattolico italiano (n. 1663)
- 1750 - Luisa Adelaide di Borbone-Conti, nobile francese (n. 1696)
- 1750 - Maurizio di Sassonia, generale francese (n. 1696)
- 1758 - Johan Helmich Roman, compositore, violinista e oboista svedese (n. 1694)
- 1760 - Giovanni Carlo Galli da Bibbiena, architetto e disegnatore italiano (n. 1717)
- 1763 - Giacomo Sellitto, compositore italiano (n. 1701)
- 1764 - Christian Goldbach, matematico tedesco (n. 1690)
- 1773 - Charles Jennens, letterato, mecenate e musicologo inglese (n. 1700)
- 1778 - Francesco Cetti, gesuita, zoologo e matematico italiano (n. 1726)
- 1782 - Antoine Dupré, inventore francese (n. 1723)
- 1785 - James Wright, politico britannico (n. 1716)
- 1787 - François-Gaston de Lévis, generale francese (n. 1719)
- 1791 - Friedrich Wilhelm von Raison, politico e educatore tedesco (n. 1726)
- 1794 - Luis Firmin de Carvajal, generale spagnolo (n. 1752)
- 1794 - Mattia Verazi, librettista italiano
- 1797 - Roger Payne, editore inglese (n. 1739)
- 1799 - Lev Aleksandrovič Naryškin, nobile russo (n. 1733)

## XIX secolo(61)
- 1811 - Sebastiano Giuseppe Danna, generale italiano (n. 1757)
- 1813 - Atanasio V Matar, patriarca cattolico siriano
- 1815 - Ekaterina Petrovna Trubeckaja, nobildonna russa (n. 1744)
- 1816 - Girvan Yuddha Bikram Shah, re nepalese (n. 1797)
- 1821 - Anselm Maria Fugger von Babenhausen, principe e politico tedesco (n. 1766)
- 1824 - Carl Axel Arrhenius, chimico e militare svedese (n. 1757)
- 1825 - Fortunato Pinto, arcivescovo cattolico italiano (n. 1740)
- 1839 - Sergio Nigri, compositore e flautista italiano (n. 1804)
- 1845 - Matteo Ravnikar, vescovo cattolico, educatore e scrittore sloveno (n. 1776)
- 1845 - Nils Gabriel Sefström, chimico svedese (n. 1787)
- 1847 - Rosario Vincenzo Benza, vescovo cattolico italiano (n. 1784)
- 1847 - Guglielmo II d'Assia-Kassel, sovrano tedesco (n. 1777)
- 1851 - Wenzel Sedlák, arrangiatore e clarinettista boemo (n. 1776)
- 1852 - Mary Berry, scrittrice inglese (n. 1763)
- 1852 - Omar Ali Saifuddin II, sultano bruneiano (n. 1799)
- 1856 - Farkas Bolyai, matematico ungherese (n. 1775)
- 1856 - Vincenzo De Grazia, filosofo, politico e ingegnere italiano (n. 1785)
- 1858 - William Schley, politico e imprenditore statunitense (n. 1786)
- 1858 - James Stopford, IV conte di Courtown, politico irlandese (n. 1794)
- 1859 - Mountstuart Elphinstone, politico e storico britannico (n. 1779)
- 1859 - John Wolley, ornitologo britannico (n. 1823)
- 1861 - Louis Albert Necker, geografo e alpinista svizzero (n. 1786)
- 1861 - Pierre-Frédéric Sarrus, matematico francese (n. 1798)
- 1863 - James Bruce, VIII conte di Elgin, nobile e diplomatico scozzese (n. 1811)
- 1864 - Francesca Scanagatta, militare italiana (n. 1776)
- 1865 - Carlo Vittadini, botanico e micologo italiano (n. 1800)
- 1866 - Otto Karl Berg, botanico e farmacista tedesco (n. 1815)
- 1866 - Jean-Jacques Willmar, politico lussemburghese (n. 1792)
- 1869 - Giuseppe Croff, scultore italiano (n. 1810)
- 1870 - Giacomo Tofano, patriota, politico e giurista italiano (n. 1799)
- 1871 - Andō Nobumasa, militare giapponese (n. 1819)
- 1871 - Mariano Melgarejo, politico boliviano (n. 1820)
- 1872 - Giacomo Griziotti, militare italiano (n. 1823)
- 1872 - Mattia Agostino Mengacci, vescovo cattolico italiano (n. 1801)
- 1874 - Carlo Ferdinando d'Asburgo-Teschen, nobile austriaco (n. 1818)
- 1875 - Antonio Ranza, vescovo cattolico italiano (n. 1801)
- 1876 - Mariano Benito Barrio Fernández, cardinale spagnolo (n. 1805)
- 1877 - Filippo Grandi, politico, avvocato e giurista italiano (n. 1792)
- 1878 - William Thomas, poeta e presbitero gallese (n. 1832)
- 1880 - Léon Cogniet, pittore francese (n. 1794)
- 1882 - Nicolò Antinori, politico italiano (n. 1818)
- 1882 - Ludwig von Arco-Zinneberg, nobile, politico e filantropo tedesco (n. 1840)
- 1882 - Henry Draper, medico e astronomo statunitense (n. 1837)
- 1882 - Béla Kéler, compositore e direttore d'orchestra ungherese (n. 1820)
- 1882 - Domenico Sanguigni, cardinale e arcivescovo cattolico italiano (n. 1809)
- 1882 - George Tait, calciatore inglese (n. 1859)
- 1885 - François Hamille, politico e avvocato francese (n. 1812)
- 1885 - Francisco Savalls, militare spagnolo (n. 1817)
- 1886 - Rebecca Solomon, pittrice, disegnatrice e illustratrice britannica (n. 1832)
- 1887 - Louis Gallait, pittore belga (n. 1810)
- 1888 - Gaetano Tibaldi, avvocato, militare e patriota italiano (n. 1805)
- 1889 - August Ahlqvist, poeta e filologo finlandese (n. 1826)
- 1891 - Henri de Cathelineau, generale francese (n. 1813)
- 1891 - James Johnson, politico statunitense (n. 1811)
- 1894 - Carlo Augusto di Sassonia-Weimar-Eisenach, principe tedesco (n. 1844)
- 1894 - Anton Grigor'evič Rubinštejn, compositore e pianista russo (n. 1829)
- 1896 - Diego Martelli, critico d'arte e mecenate italiano (n. 1839)
- 1897 - Sergej Urusov, scacchista russo (n. 1827)
- 1898 - George Baden-Powell, politico e scrittore britannico (n. 1847)
- 1898 - John Fowler, ingegnere inglese (n. 1817)
- 1899 - Georgina Gascoyne-Cecil, marchesa di Salisbury, nobildonna inglese (n. 1827)

## XX secolo(221)
- 1901 - Johann-Jakob Heuscher, pittore e disegnatore svizzero (n. 1843)
- 1901 - Annibale Preca, filologo, linguista e scrittore maltese (n. 1832)
- 1903 - Francis M. Drake, generale, imprenditore e politico statunitense (n. 1830)
- 1903 - Tom Horn, esploratore, detective e pistolero statunitense (n. 1860)
- 1903 - Vsevolod Solovëv, romanziere russo (n. 1849)
- 1904 - Luigi Palma di Cesnola, generale, diplomatico e archeologo italiano (n. 1832)
- 1904 - Nicola Schiavoni Carissimo, politico italiano (n. 1818)
- 1907 - Gaetano Braga, compositore e violoncellista italiano (n. 1829)
- 1907 - Giulia Civinini Arrighi, educatrice italiana (n. 1838)
- 1907 - Paula Modersohn-Becker, pittrice tedesca (n. 1876)
- 1908 - Albert Dietrich, compositore, direttore d'orchestra e pianista tedesco (n. 1829)
- 1908 - Georgij Feodos'evič Voronoj, matematico russo (n. 1868)
- 1909 - Consuelo Yznaga, filantropa statunitense (n. 1853)
- 1909 - Camillo Mezzanotte, politico italiano (n. 1842)
- 1910 - Achille Fazzari, politico italiano (n. 1839)
- 1910 - Lev Tolstoj, scrittore, filosofo e educatore russo (n. 1828)
- 1913 - Helen Appo Cook, attivista statunitense (n. 1837)
- 1915 - Giacomo Venezian, patriota e giurista italiano (n. 1861)
- 1916 - James Guillaume, scrittore e anarchico svizzero (n. 1844)
- 1916 - Ausano Labadini, patriota e funzionario italiano (n. 1844)
- 1916 - Filippo Pacelli, avvocato italiano (n. 1837)
- 1918 - John Bauer, pittore e illustratore svedese (n. 1882)
- 1918 - Johann Brotan, ingegnere meccanico austriaco (n. 1843)
- 1918 - Auguste Lepère, incisore, illustratore e pittore francese (n. 1849)
- 1919 - Louis Muraton, pittore francese (n. 1855)
- 1921 - Marco Magistretti, presbitero e storico italiano (n. 1862)
- 1921 - Christina Nilsson, soprano svedese (n. 1843)
- 1922 - George Bronson Howard, commediografo, regista e giornalista statunitense (n. 1884)
- 1922 - Ermanno Mosterts, imprenditore e dirigente d'azienda tedesco (n. 1840)
- 1922 - Peter Ratican, calciatore statunitense (n. 1887)
- 1922 - Maria Fortunata Viti, religiosa italiana (n. 1827)
- 1923 - John Clifford, politico britannico (n. 1836)
- 1923 - Allen Holubar, attore, regista e sceneggiatore statunitense (n. 1888)
- 1924 - Dora Hitz, pittrice tedesca (n. 1856)
- 1924 - Casimiro Mondino, medico italiano (n. 1859)
- 1924 - Ebenezer Cobb Morley, dirigente sportivo inglese (n. 1831)
- 1925 - Alessandra di Danimarca, regina danese (n. 1844)
- 1925 - Paolo Cuzzetti, politico italiano (n. 1855)
- 1925 - Stefan Żeromski, scrittore polacco (n. 1864)
- 1926 - Salvador Vinyals i Sabaté, architetto spagnolo (n. 1847)
- 1927 - Wilhelm Stenhammar, compositore, pianista e direttore d'orchestra svedese (n. 1871)
- 1928 - Mario Canavari, paleontologo e geologo italiano (n. 1855)
- 1928 - Eduard Fueter, storico svizzero (n. 1876)
- 1928 - Eugene Schmitz, politico e musicista statunitense (n. 1864)
- 1929 - Walter Firle, pittore tedesco (n. 1859)
- 1930 - William Holland, velocista statunitense (n. 1874)
- 1932 - Girolamo Apolloni, presbitero italiano (n. 1865)
- 1932 - Carlo Beni, avvocato, naturalista e politico italiano (n. 1849)
- 1932 - Fatma Sultan, principessa ottomana (n. 1879)
- 1932 - Gottfried Hofer, pittore austriaco (n. 1858)
- 1932 - Frederick Yates, scacchista inglese (n. 1884)
- 1933 - Augustine Birrell, politico e critico letterario inglese (n. 1850)
- 1933 - Ovide Charlebois, vescovo cattolico e missionario canadese (n. 1862)
- 1934 - Willem de Sitter, matematico, fisico e astronomo olandese (n. 1872)
- 1935 - Dalmazio Birago, aviatore italiano (n. 1908)
- 1935 - John Jellicoe, ammiraglio inglese (n. 1859)
- 1935 - Ferruccio Pagni, pittore italiano (n. 1866)
- 1936 - Angela di San Giuseppe, religiosa spagnola (n. 1875)
- 1936 - Silvio Bernicoli, bibliotecario italiano (n. 1857)
- 1936 - Buenaventura Durruti, anarchico, sindacalista e rivoluzionario spagnolo (n. 1896)
- 1936 - José Antonio Primo de Rivera, politico spagnolo (n. 1903)
- 1937 - Harold Hackett, tennista statunitense (n. 1878)
- 1938 - Giuseppe Castellani, storico e numismatico italiano (n. 1858)
- 1938 - Edwin Hall, fisico statunitense (n. 1855)
- 1938 - Theodosia Harris, scrittrice e sceneggiatrice statunitense (n. 1877)
- 1938 - Mikito Takayasu, oculista giapponese (n. 1860)
- 1938 - Dikran Zaven, scrittore, editore e giornalista armeno (n. 1874)
- 1938 - Maud del Galles, regina britannica (n. 1869)
- 1939 - Fulco Tosti di Valminuta, dirigente d'azienda e politico italiano (n. 1874)
- 1940 - Guido Alfani, sismologo e religioso italiano (n. 1876)
- 1940 - Harriot Eaton Blatch, scrittrice statunitense (n. 1856)
- 1940 - Arturo Bocchini, prefetto e politico italiano (n. 1880)
- 1940 - Tim Coleman, calciatore inglese (n. 1881)
- 1940 - Louis Marie Cordonnier, architetto francese (n. 1854)
- 1940 - Robert Lane, calciatore canadese (n. 1882)
- 1941 - Kurt von Briesen, generale tedesco (n. 1886)
- 1941 - Helmut Wilberg, militare tedesco (n. 1880)
- 1942 - Emma Meissner, soprano e attrice svedese (n. 1866)
- 1943 - Bertha Lamme Feicht, ingegnere statunitense (n. 1869)
- 1943 - Rocco Lentini, pittore e scenografo italiano (n. 1858)
- 1943 - Raffaello Menochio, storico e ingegnere italiano (n. 1858)
- 1943 - Keiji Shibasaki, ammiraglio giapponese (n. 1894)
- 1944 - Gabriele Foschiatti, militare, partigiano e antifascista italiano (n. 1889)
- 1944 - Maria Jacobini, attrice italiana (n. 1892)
- 1944 - Haviva Reik, militare britannica (n. 1914)
- 1945 - Francis William Aston, fisico britannico (n. 1877)
- 1945 - Francesco Dessì Fulgeri, generale italiano (n. 1870)
- 1945 - Andrea Figari, pittore italiano (n. 1858)
- 1946 - Fred Randell, maratoneta britannico (n. 1865)
- 1947 - Wolfgang Borchert, scrittore tedesco (n. 1921)
- 1947 - Georg Kolbe, scultore e pittore tedesco (n. 1877)
- 1949 - Wakatsuki Reijirō, politico giapponese (n. 1866)
- 1950 - Francesco Cilea, compositore italiano (n. 1866)
- 1950 - Erle Cox, giornalista e scrittore di fantascienza australiano (n. 1873)
- 1950 - Luigi Filippo De Magistris, geografo italiano (n. 1872)
- 1950 - Peppino Spadaro, attore italiano (n. 1898)
- 1950 - Adolf Spinnler, ginnasta e multiplista svizzero (n. 1879)
- 1950 - Tommaso Valerio Valeri, arcivescovo cattolico italiano (n. 1865)
- 1951 - Gustavo Huet, tiratore a segno messicano (n. 1912)
- 1952 - Edwin Conklin, biologo e zoologo statunitense (n. 1863)
- 1952 - Benedetto Croce, filosofo, storico e politico italiano (n. 1866)
- 1953 - Vincenzo Federici, paleografo, diplomatista e filologo italiano (n. 1871)
- 1954 - Pietro Bonzio, calciatore italiano (n. 1894)
- 1954 - Clyde Vernon Cessna, aviatore e progettista statunitense (n. 1879)
- 1954 - Henry Chilton, diplomatico britannico (n. 1877)
- 1954 - Gino De Biasi, calciatore italiano (n. 1907)
- 1954 - Filippo Surico, poeta e giornalista italiano (n. 1882)
- 1955 - Tomasz Arciszewski, politico polacco (n. 1877)
- 1956 - Achille Baquet, clarinettista e sassofonista statunitense (n. 1885)
- 1956 - Olav Gundersen, calciatore norvegese (n. 1901)
- 1957 - Attilio De Cicco, avvocato, diplomatico e politico italiano (n. 1894)
- 1957 - Mstislav Valerianovič Dobužinskij, artista russo (n. 1875)
- 1957 - Gerard Swope, imprenditore e dirigente d'azienda statunitense (n. 1872)
- 1958 - Gastone De Zuccoli, organista e compositore italiano (n. 1887)
- 1959 - Tullio Ascarelli, giurista e avvocato italiano (n. 1903)
- 1959 - Sylvia Lopez, attrice e modella francese (n. 1933)
- 1959 - Alfonso López Pumarejo, politico colombiano (n. 1886)
- 1959 - Carl Moser, politico e agronomo svizzero (n. 1867)
- 1960 - Yaacov Cahan, poeta, commediografo e linguista israeliano (n. 1881)
- 1960 - Gretha Jünger, scrittrice tedesca
- 1961 - Violet Clifton, scrittrice britannica (n. 1883)
- 1961 - Eugenio Masè Dari, avvocato e economista italiano (n. 1864)
- 1962 - Pasquale Vitiello, pittore italiano (n. 1912)
- 1963 - Ludwig von Baldass, storico dell'arte, insegnante e scrittore austriaco (n. 1887)
- 1964 - Marguerite Jamois, attrice teatrale francese (n. 1901)
- 1965 - Andrea Aglietto, politico e partigiano italiano (n. 1888)
- 1965 - Adolf Konto, velista finlandese (n. 1911)
- 1966 - Franco Marinotti, imprenditore e dirigente d'azienda italiano (n. 1891)
- 1967 - Vittorio Genovesi, gesuita e poeta italiano (n. 1887)
- 1967 - Raffaele Merloni, politico e avvocato italiano (n. 1907)
- 1968 - Kongo Abe, pittore giapponese (n. 1900)
- 1968 - Gilda Cian, poetessa e scrittrice italiana (n. 1894)
- 1968 - Helen Gardner, attrice e produttrice cinematografica statunitense (n. 1884)
- 1968 - Ferruccio Manganelli, pittore italiano (n. 1883)
- 1970 - Alessandro Ghigi, zoologo, naturalista e ambientalista italiano (n. 1875)
- 1971 - Giuseppe Gilera, imprenditore italiano (n. 1887)
- 1971 - Wilhelm Schmid, pittore svizzero (n. 1892)
- 1972 - Ennio Flaiano, sceneggiatore, scrittore e giornalista italiano (n. 1910)
- 1972 - Erwin Stresemann, ornitologo e storico della scienza tedesco (n. 1889)
- 1973 - Viola Lawrence, montatrice statunitense (n. 1894)
- 1973 - Carlo Rosa, calciatore italiano (n. 1909)
- 1973 - Allan Sherman, scrittore e cantante statunitense (n. 1924)
- 1974 - Antonio Curina, politico e partigiano italiano (n. 1898)
- 1974 - Massimo Ferretti, poeta, scrittore e giornalista italiano (n. 1935)
- 1974 - Michele Lanzetta, politico italiano (n. 1896)
- 1975 - Livio Franceschini, cestista e pittore italiano (n. 1913)
- 1975 - Francisco Franco, generale e politico spagnolo (n. 1892)
- 1975 - Leon Hefflin Sr., imprenditore, dirigente d'azienda e manager statunitense (n. 1898)
- 1976 - Bruno Corra, scrittore e sceneggiatore italiano (n. 1892)
- 1976 - Maria Di Gregorio, religiosa italiana (n. 1885)
- 1976 - Fontaine La Rue, attrice statunitense (n. 1897)
- 1976 - Trofim Denisovič Lysenko, agronomo sovietico (n. 1898)
- 1976 - M'hamed Chenik, politico tunisino (n. 1889)
- 1977 - Louis Mercier-Vega, sindacalista, giornalista e anarchico belga (n. 1914)
- 1977 - Şadiye Sultan, principessa ottomana (n. 1886)
- 1978 - Giorgio de Chirico, pittore, scultore e scrittore italiano (n. 1888)
- 1978 - Ilean Hume, attrice canadese (n. 1896)
- 1978 - Leslie Hurry, pittore, scenografo e costumista britannico (n. 1909)
- 1978 - Olga Orgonista, pattinatrice artistica su ghiaccio ungherese (n. 1901)
- 1978 - Jens August Schade, scrittore danese (n. 1903)
- 1979 - Achille Corona, politico e giornalista italiano (n. 1914)
- 1980 - Sandro Calvesi, allenatore di atletica leggera italiano (n. 1913)
- 1980 - Avtandil Ghoghoberidze, calciatore sovietico (n. 1922)
- 1980 - Richard Hallock, archeologo statunitense (n. 1906)
- 1980 - John McEwen, politico australiano (n. 1900)
- 1982 - Francesco Bruno, giornalista, critico letterario e scrittore italiano (n. 1899)
- 1982 - Salvatore Minore, mafioso italiano (n. 1927)
- 1983 - Michele Di Giesi, sindacalista e politico italiano (n. 1927)
- 1983 - Rino Gritti, calciatore italiano (n. 1948)
- 1983 - Kristmann Guðmundsson, scrittore islandese (n. 1902)
- 1983 - Marčelo Kufersin, allenatore di calcio e calciatore italiano (n. 1910)
- 1983 - Richard Loo, attore statunitense (n. 1903)
- 1983 - Lino Ricciuti, calciatore italiano (n. 1905)
- 1984 - Trygve Bratteli, editore e politico norvegese (n. 1910)
- 1984 - Carlo Campanini, attore italiano (n. 1906)
- 1984 - Leonardo Castellani, pittore e scrittore italiano (n. 1896)
- 1984 - Mario Celoria, calciatore italiano (n. 1911)
- 1984 - Vernon Victor Hickman, zoologo e aracnologo australiano (n. 1894)
- 1984 - Raoul Manselli, storico italiano (n. 1917)
- 1984 - Alexander Moyzes, compositore slovacco (n. 1906)
- 1985 - Tommaso Ajroldi, politico italiano (n. 1904)
- 1987 - Osvaldo Mazzi, calciatore italiano (n. 1910)
- 1987 - Paolo Vigna, calciatore italiano (n. 1902)
- 1988 - Tyler Kent, diplomatico statunitense (n. 1911)
- 1988 - Adriano Magli, regista e critico teatrale italiano (n. 1920)
- 1988 - Jenő Vincze, calciatore e allenatore di calcio ungherese (n. 1908)
- 1989 - Lynn Bari, attrice statunitense (n. 1913)
- 1989 - Leonardo Sciascia, scrittore, giornalista e saggista italiano (n. 1921)
- 1990 - Guglielmo Achille Cavellini, artista e collezionista d'arte italiano (n. 1914)
- 1990 - Nino Lupi, calciatore svizzero (n. 1908)
- 1990 - Enrico Mastrobuono, magistrato e storico italiano (n. 1896)
- 1991 - Siniša Glavašević, giornalista croato (n. 1960)
- 1991 - Ali Mustafayev, pubblicista azero (n. 1952)
- 1991 - Antun Stipančić, tennistavolista croato (n. 1949)
- 1992 - William Fields, canottiere statunitense (n. 1929)
- 1992 - Mária Frank, nuotatrice ungherese (n. 1943)
- 1993 - Emile Ardolino, regista statunitense (n. 1943)
- 1993 - Massimo Inardi, medico, parapsicologo e personaggio televisivo italiano (n. 1927)
- 1993 - Willi Rutz, calciatore tedesco (n. 1907)
- 1993 - Ivo de Carneri, medico italiano (n. 1927)
- 1994 - Elena Croce, traduttrice, scrittrice e ambientalista italiana (n. 1915)
- 1994 - Louis Gabrillargues, calciatore francese (n. 1914)
- 1995 - Tarcisio Carboni, vescovo cattolico italiano (n. 1923)
- 1995 - Lester Finch, allenatore di calcio e calciatore inglese (n. 1909)
- 1995 - Sergej Grin'kov, pattinatore artistico su ghiaccio sovietico (n. 1967)
- 1995 - Kim Sung-jae, cantante, modello e ballerino sudcoreano (n. 1972)
- 1996 - Bert Achong, patologo trinidadiano (n. 1928)
- 1997 - Zack Clayton, cestista e arbitro di pugilato statunitense (n. 1913)
- 1997 - Robert Palmer, musicologo, scrittore e clarinettista statunitense (n. 1945)
- 1997 - Nicolás Riccardi, calciatore uruguaiano (n. 1911)
- 1998 - Rolando Alphonso, sassofonista giamaicano (n. 1931)
- 1998 - Meredith Gourdine, lunghista statunitense (n. 1929)
- 1998 - Galina Starovojtova, politica russa (n. 1946)
- 1999 - Jurij Ivanovič Česnokov, calciatore sovietico (n. 1952)
- 1999 - Amintore Fanfani, politico, economista e storico italiano (n. 1908)
- 1999 - Annie Jennings, supercentenaria britannica (n. 1884)
- 1999 - Raffaele Valensise, avvocato e politico italiano (n. 1921)
- 2000 - Barbara Janiszewska, velocista polacca (n. 1936)
- 2000 - Erik Johansen, calciatore norvegese (n. 1940)
- 2000 - Mike Muuss, informatico statunitense (n. 1958)
- 2000 - Regina Podstanická, astronoma cecoslovacca (n. 1928)

## XXI secolo(151)
- 2001 - Hans Dauser, militare tedesco (n. 1908)
- 2001 - Luigi Michele Galli, politico italiano (n. 1924)
- 2001 - Franco Gulli, violinista italiano (n. 1926)
- 2001 - Lothar Richter, calciatore tedesco (n. 1912)
- 2002 - K'akhi Asatiani, politico, allenatore di calcio e calciatore sovietico (n. 1947)
- 2002 - Niddy Impekoven, ballerina e attrice tedesca (n. 1904)
- 2003 - Robert Addie, attore britannico (n. 1960)
- 2003 - Pedro Adigue, pugile filippino (n. 1943)
- 2003 - Loris Azzaro, stilista italiano (n. 1933)
- 2003 - David Dacko, politico centrafricano (n. 1930)
- 2003 - Genrich Saulovič Gabaj, regista sovietico (n. 1923)
- 2003 - Jim Siedow, attore statunitense (n. 1920)
- 2004 - Gianfranco Chiti, generale e presbitero italiano (n. 1921)
- 2004 - Judith Deutsch, nuotatrice austriaca (n. 1918)
- 2004 - Ancel Keys, biologo, fisiologo e epidemiologo statunitense (n. 1904)
- 2004 - Vittorio Piscopo, pittore e scenografo italiano (n. 1913)
- 2004 - Dénes Pócsik, pallanuotista ungherese (n. 1940)
- 2004 - Gary Sheffield, bobbista statunitense (n. 1936)
- 2004 - Trooper Washington, cestista e allenatore di pallacanestro statunitense (n. 1944)
- 2004 - Kitty Yung, attrice pornografica statunitense (n. 1970)
- 2005 - Dodo Denney, attrice statunitense (n. 1927)
- 2005 - James King, tenore statunitense (n. 1925)
- 2005 - Chris Whitley, cantautore e chitarrista statunitense (n. 1960)
- 2006 - Robert Altman, regista e sceneggiatore statunitense (n. 1925)
- 2006 - Zoia Ceaușescu, matematica rumena (n. 1949)
- 2006 - Andrei Colompar, pianista e compositore romeno (n. 1939)
- 2006 - Paul Vincent Dudley, vescovo cattolico statunitense (n. 1926)
- 2006 - Kevin McClory, sceneggiatore, produttore cinematografico e regista irlandese (n. 1926)
- 2007 - Ercole Agnoletti, presbitero, storico e archivista italiano (n. 1920)
- 2007 - Giuseppe Mottola, politico italiano (n. 1936)
- 2007 - Ian Smith, politico rhodesiano (n. 1919)
- 2007 - Germano Zaccheo, vescovo cattolico italiano (n. 1934)
- 2008 - Raffaele Andreassi, giornalista, regista e sceneggiatore italiano (n. 1924)
- 2008 - Franco Del Mastro, politico italiano (n. 1942)
- 2008 - Bob Jeter, giocatore di football americano statunitense (n. 1937)
- 2008 - Jan Machulski, attore polacco (n. 1928)
- 2008 - Bruno Makain, enigmista italiano (n. 1915)
- 2008 - Baldassarre Monti, pilota motociclistico italiano (n. 1961)
- 2008 - June Vincent, attrice statunitense (n. 1920)
- 2009 - Lovrano Bisso, politico italiano (n. 1927)
- 2009 - Kristina Brenk, scrittrice, drammaturga e traduttrice slovena (n. 1911)
- 2009 - Robert Foxcroft, schermidore canadese (n. 1934)
- 2009 - Martino Gomiero, vescovo cattolico italiano (n. 1924)
- 2009 - Ghulam Mustafa Jatoi, politico pakistano (n. 1931)
- 2009 - Lino Lacedelli, alpinista italiano (n. 1925)
- 2009 - H. C. Robbins Landon, musicologo e critico musicale statunitense (n. 1926)
- 2009 - Elisabeth Söderström, soprano e attrice svedese (n. 1927)
- 2009 - Christopher William Stearns, attore statunitense (n. 1948)
- 2009 - Tania Weber, attrice finlandese (n. 1926)
- 2010 - Lamberto Grillotti, politico italiano (n. 1949)
- 2010 - Chalmers Johnson, storico, economista e saggista statunitense (n. 1931)
- 2011 - Shelagh Delaney, drammaturga e sceneggiatrice britannica (n. 1938)
- 2011 - Carmelo Dinaro, politico italiano (n. 1914)
- 2011 - Mario Martiradonna, calciatore italiano (n. 1938)
- 2011 - Viktor Modzalevskij, schermidore sovietico (n. 1943)
- 2011 - Sergio Scaglietti, designer e imprenditore italiano (n. 1920)
- 2011 - Itzhak Schneor, calciatore israeliano (n. 1925)
- 2011 - Giambattista Scidà, magistrato italiano (n. 1930)
- 2011 - Guido Tosi, biologo, zoologo e divulgatore scientifico italiano (n. 1949)
- 2012 - Kaspars Astašenko, hockeista su ghiaccio lettone (n. 1975)
- 2012 - William Grut, pentatleta svedese (n. 1914)
- 2012 - Ivan Kušan, scrittore e sceneggiatore croato (n. 1933)
- 2012 - Pete La Roca, batterista e avvocato statunitense (n. 1938)
- 2013 - Sylvia Browne, sensitiva, saggista e insegnante statunitense (n. 1936)
- 2013 - Irene Cefaro, attrice italiana (n. 1935)
- 2013 - Joseph Paul Franklin, serial killer e terrorista statunitense (n. 1950)
- 2013 - Jasha Levi, giornalista e scrittore jugoslavo (n. 1921)
- 2013 - Franco Selleri, fisico italiano (n. 1936)
- 2013 - Michael Thevis, imprenditore e criminale statunitense (n. 1932)
- 2013 - Roland de Candé, musicologo, compositore e critico musicale francese (n. 1923)
- 2014 - Angelo Autore, rugbista a 15 italiano (n. 1936)
- 2014 - John Bartram, velocista australiano (n. 1925)
- 2014 - Cayetana Fitz-James Stuart, nobile spagnola (n. 1926)
- 2014 - Adelaide Foti, attrice e regista italiana (n. 1930)
- 2014 - Ferenc Németh, cestista ungherese (n. 1920)
- 2014 - Renato Romizi, latinista e grecista italiano (n. 1915)
- 2015 - Svetlana Kitova, mezzofondista russa (n. 1960)
- 2015 - Keith Michell, attore australiano (n. 1926)
- 2015 - Gilberto Oneto, teorico dell'architettura e giornalista italiano (n. 1946)
- 2015 - Héctor Salvá, allenatore di calcio e calciatore uruguaiano (n. 1939)
- 2015 - Kitanoumi Toshimitsu, lottatore di sumo giapponese (n. 1953)
- 2016 - Gabriel Badilla, calciatore costaricano (n. 1984)
- 2016 - Antonio Maria Brianda, politico italiano (n. 1922)
- 2016 - Gene Guarilia, cestista statunitense (n. 1937)
- 2016 - Carlos Miranda, pianista, compositore e attore spagnolo (n. 1945)
- 2016 - Gaetano Rasi, politico e economista italiano (n. 1927)
- 2016 - Kōstīs Stefanopoulos, politico greco (n. 1926)
- 2016 - Ulf J. Söhmisch, attore e doppiatore tedesco (n. 1938)
- 2017 - Pier Augusto Breccia, pittore, filosofo e saggista italiano (n. 1943)
- 2017 - Terry Glenn, giocatore di football americano statunitense (n. 1974)
- 2017 - Raimo Lindholm, cestista finlandese (n. 1931)
- 2017 - Stelio Posar, cestista e allenatore di pallacanestro italiano (n. 1933)
- 2017 - Janusz Wójcik, allenatore di calcio, calciatore e politico polacco (n. 1953)
- 2017 - Izabella Zielińska, pianista e pedagogista polacca (n. 1910)
- 2018 - Mac Collins, politico statunitense (n. 1944)
- 2018 - Aaron Klug, chimico lituano (n. 1926)
- 2018 - Grant McFarland, attore neozelandese (n. 1947)
- 2018 - Mussula, calciatore brasiliano (n. 1938)
- 2018 - Eimuntas Nekrošius, regista teatrale lituano (n. 1952)
- 2018 - Dietmar Schwager, allenatore di calcio e calciatore tedesco (n. 1940)
- 2018 - Bruno Veselica, calciatore jugoslavo (n. 1936)
- 2018 - Mario Vinci, scultore italiano (n. 1934)
- 2019 - Fábio Barreto, regista e attore brasiliano (n. 1957)
- 2019 - Jake Burton Carpenter, snowboarder e imprenditore statunitense (n. 1954)
- 2019 - Fred Cox, giocatore di football americano statunitense (n. 1938)
- 2019 - Zoltán Dömötör, pallanuotista e nuotatore ungherese (n. 1935)
- 2019 - Almaas Elman, diplomatica e attivista somala
- 2019 - Mary L. Good, chimica statunitense (n. 1931)
- 2019 - Wat Misaka, cestista statunitense (n. 1923)
- 2019 - Massimo Pittau, linguista e glottologo italiano (n. 1921)
- 2020 - Antonio Ambrosetti, matematico italiano (n. 1944)
- 2020 - Ernesto Canto, marciatore messicano (n. 1959)
- 2020 - Erich Haase, calciatore tedesco orientale (n. 1932)
- 2020 - Sue Henry, scrittrice statunitense (n. 1940)
- 2020 - Ján Hucko, calciatore e allenatore di calcio cecoslovacco (n. 1932)
- 2020 - Irinej, monaco cristiano, vescovo ortodosso e arcivescovo ortodosso serbo (n. 1930)
- 2020 - Judith Jarvis Thomson, filosofa e scrittrice statunitense (n. 1929)
- 2020 - Ivo Pavone, fumettista italiano (n. 1929)
- 2020 - Valentina Pedicini, regista e sceneggiatrice italiana (n. 1978)
- 2020 - Rita Sargsyan, first lady armena (n. 1962)
- 2020 - Ken Schinkel, dirigente sportivo, allenatore di hockey su ghiaccio e hockeista su ghiaccio canadese (n. 1932)
- 2020 - Takao Yaguchi, fumettista giapponese (n. 1939)
- 2021 - Liana Borghi, attivista italiana (n. 1940)
- 2021 - Valerij Garkalin, attore e regista sovietico (n. 1954)
- 2021 - Carlo Maria Mariani, pittore italiano (n. 1931)
- 2022 - Barimar, fisarmonicista, organista e arrangiatore italiano (n. 1925)
- 2022 - Gianni Bisiach, giornalista, scrittore e medico italiano (n. 1927)
- 2022 - Hédi Fried, scrittrice rumena (n. 1924)
- 2022 - Mickey Kuhn, attore statunitense (n. 1932)
- 2022 - Gunilla Palmstierna-Weiss, costumista, scenografa e scultrice svizzera (n. 1928)
- 2022 - Fulvio Papi, filosofo italiano (n. 1930)
- 2022 - Hebe de Bonafini, attivista argentina (n. 1928)
- 2022 - Pavel Smetáček, clarinettista, sassofonista e compositore ceco (n. 1940)
- 2022 - Straub e Huillet, regista e sceneggiatore francese (n. 1933)
- 2023 - Max Capa, fumettista e editore italiano (n. 1944)
- 2023 - Miloš Grbić, calciatore jugoslavo (n. 1935)
- 2023 - Rob Krier, architetto, urbanista e scultore lussemburghese (n. 1938)
- 2023 - Martina Lubyová, politica e economista slovacca (n. 1967)
- 2023 - Giuseppe Orlando, calciatore italiano (n. 1938)
- 2023 - Enzo Rossi Roiss, giornalista, scrittore e poeta italiano (n. 1937)
- 2023 - Mars Williams, sassofonista, clarinettista e musicista statunitense (n. 1955)
- 2024 - José Luis Azcona Hermoso, vescovo cattolico e missionario spagnolo (n. 1940)
- 2024 - Rino André Hansen, calciatore norvegese (n. 1970)
- 2024 - Ursula Haverbeck, attivista tedesca (n. 1928)
- 2024 - David Miller, filosofo britannico (n. 1942)
- 2024 - Impero Nigiani, pittore e incisore italiano (n. 1937)
- 2024 - Andy Paley, produttore discografico e compositore statunitense (n. 1952)
- 2024 - Mike Pinera, chitarrista statunitense (n. 1948)
- 2024 - Chad Posthumus, cestista canadese (n. 1991)
- 2024 - John Prescott, politico britannico (n. 1938)
- 2024 - Jodi Rell, politica statunitense (n. 1946)

## Senza anno specificato(3)
- Anastasia di Galizia, principessa
- Edmondo dell'Anglia orientale, sovrano e santo britannico
- Silvestro di Chalon-sur-Saône, vescovo franco